# Assedio di Kōriyama (1544)
L'assedio del castello di Kōriyama fu combattuto nel 1544. La famiglia Iriki-In era servitrice del clan Shimazu e Iriki-in Shigetomo era il cognato di Shimazu Takahisa. Tuttavia le relazioni cominciarono ad acuirsi quando si sparse la voce che Shigetomo stava tramando una ribellione contro Takahisa. Nel 1544 Shigetomo morì e poco dopo Takahisa attaccò e catturò il suo castello di Kōriyama, ponendo fine a qualsiasi minaccia che gli Iriki-in avessero potuto rappresentare per il suo dominio. Iriki-in Shigetsugu (入来院重嗣) succedette a Shigetomo e la relazione di vassallaggio fu successivamente ripristinata.